# 异夫蛸属
异夫蛸属（学名：Allopus）是异夫蛸科下的一个属。

## 下属物种
本属包括以下物种：
- 异夫蛸 Allopus littoralis Marsh, 1894